# 次妃
次妃（じひ、朝鮮語: 차비、生没年不詳）は、高句麗王大武神王の王妃。扶余人都頭王の妹。

## 人物
『三国史記』によると、22年2月、大武神王が率いる高句麗軍は扶余を攻撃し、帯素王を殺害した。帯素王の末弟は数百人を率いて鴨緑谷に脱出し、その地域の民を慰撫して、曷思国を建国、曷思王として即位した。68年、曷思王の孫の都頭王が国ごと高句麗に降伏して、都頭王は高句麗に仕え、于台の官を授けられた。
大武神王が扶余の帯素王を殺害して扶余を壊滅させ、その末弟が曷思王を名乗ったのが22年である。これ以降に、次妃と大武神王とが結ばれ、好童が生まれたと仮定すると、僅か10年後である32年に、好童と楽浪公主の結婚話が出てくることになるため、やや不自然な感があるが、扶余がまだ健在で、高句麗と敵対していた頃から、大武神王と次妃とが恋愛関係を結んでいたとしても、なんら不思議ではない。

## 家族
- 祖父：曷思王
- 兄：都頭王
- 夫：大武神王
- 息子：好童